# Eriophyllum lanatum
Eriophyllum lanatum là một loài thực vật có hoa trong họ Cúc. Loài này được (Pursh) J.Forbes mô tả khoa học đầu tiên năm 1833.